# Sedimentationskoeffizient
Der Sedimentationskoeffizient {\displaystyle s} ist der Quotient aus der maximalen Sedimentationsgeschwindigkeit eines Teilchens in einer Zentrifuge und der Stärke des Zentrifugalfelds.
Die Größe des Sedimentationskoeffizienten hängt ab von der Masse und Form des Teilchens sowie seiner Wechselwirkung mit dem Medium, in dem das Teilchen sedimentiert. Er kann deshalb bei Verwendung eines Mediums mit bekannten Eigenschaften zur Bestimmung der Beschaffenheit des Teilchens, insbesondere seiner Masse, verwendet werden. Hauptsächlich werden so in der Biologie mittels der Analytischen Ultrazentrifugation die Massen sehr kleiner Teilchen bestimmt, zum Beispiel von Ribosomen, Virionen oder Proteinmolekülen. Um bei derartig kleinen Teilchen ein ausreichendes Zentrifugalfeld zu erhalten, werden in der Regel Ultrazentrifugen verwendet.
Die Dimension des Koeffizienten ist Zeit, seine Maßeinheit ist Svedberg, abgekürzt S, entsprechend 10−13 s. Benannt ist die Maßeinheit nach dem schwedischen Chemiker Theodor Svedberg.

## Herleitung
Im Rahmen eines Zentrifugationsexperiments mit Winkelgeschwindigkeit ω wirken mehrere Kräfte auf ein Partikel der Masse {\displaystyle m} und Dichte {\displaystyle \rho _{p}}, welches sich bei Radiusposition {\displaystyle r} bezüglich der Drehachse in einem Lösemittel mit Dichte {\displaystyle \rho _{s}} befindet. Die Summe aller relevanten Kräfte lässt sich mit Partikelbeschleunigung {\displaystyle {\vec {a}}} aufstellen als:
{\displaystyle \Sigma _{i}{\vec {F}}_{i}=m{\vec {a}}={\vec {F}}_{Z}+{\vec {F}}_{A}+{\vec {F}}_{R}}
Dabei kann die Zentrifugalkraft mit {\displaystyle {\vec {e}}_{r}}, dem radialen Basisvektor in Polarkoordinaten beschrieben werden als:
{\displaystyle {\vec {F}}_{Z}=m\omega ^{2}r\cdot {\vec {e}}_{r}}
Der Zentrifugalkraft entgegen wirkt die statische Auftriebskraft:
{\displaystyle {\vec {F}}_{A}=-m\omega ^{2}r\cdot {\frac {\rho _{s}}{\rho _{p}}}\cdot {\vec {e}}_{r}}
sowie die Reibungskraft nach dem Gesetz von Stokes, mit Partikelgeschwindigkeit {\displaystyle u} und dem Reibungskoeffizienten {\displaystyle f}, der von der Form, der Größe und der Hydratation des Teilchens sowie der Viskosität des Mediums abhängt. :
{\displaystyle {\vec {F}}_{R}=-fu\cdot {\vec {e}}_{r}}
Da alle betrachteten Kräfte nur in radialer Richtung wirken, kann im Folgenden auf die Betrachtung des Basisvektors {\displaystyle {\vec {e}}_{r}} verzichtet werden.
Unter der Annahme, dass die beteiligten Kräfte sofort im Gleichgewicht zueinander stehen {\displaystyle (\Sigma _{i}{\vec {F}}_{i}={\vec {0}})} ergibt sich:
{\displaystyle m\omega ^{2}r(1-{\frac {\rho _{s}}{\rho _{p}}})=f\cdot u}
Dividiert man die Sedimentationsgeschwindigkeit durch die Stärke {\displaystyle \omega ^{2}r} des Zentrifugalfelds, so erhält man den Sedimentationskoeffizienten {\displaystyle s}, der nur noch von der Beschaffenheit des Teilchens und des Lösemittels abhängt:
{\displaystyle s={\frac {u}{\omega ^{2}r}}={\frac {m(1-{\frac {\rho _{s}}{\rho _{p}}})}{f}}}
Das Vorzeichen von {\displaystyle s}  und damit auch von {\displaystyle u} wird durch die Summe aus Zentrifugalkraft und entgegenwirkender Auftriebskraft bestimmt und führt dementsprechend zu Flotation oder Sedimentation des Teilchens.
Die Beschreibung der Sedimentationseigenschaften eines Teilchens durch den Sedimentationskoeffizienten bietet hierbei den Vorteil einer radius- und drehzahlunabhängigen Betrachtung.
Direkt an der Definition des Sedimentationskoeffizienten ist darüber hinaus zu erkennen, dass die Sedimentationsgeschwindigkeit im Rahmen eines Experiments für sedimentierende Teilchen zunimmt. Dies ist dadurch begründet, dass die Summe aus Zentrifugalkraft und entgegenwirkender Auftriebskraft mit höheren Radiuspositionen größer wird. Bei sich instantan einstellendem Kräftegleichgewicht an jeder Radiusposition stellt dies jedoch keinen Widerspruch zur Annahme {\displaystyle (\Sigma _{i}{\vec {F}}_{i}={\vec {0}})} dar.
Die Dimension von {\displaystyle s} ergibt sich aus
{\displaystyle \dim(s)={\frac {\frac {\mathrm {L{\ddot {a}}nge} }{\mathrm {Zeit} }}{{\frac {1}{\mathrm {Zeit} ^{2}}}\cdot \mathrm {L{\ddot {a}}nge} }}={\frac {\mathrm {L{\ddot {a}}nge} \cdot \mathrm {Zeit} ^{2}}{\mathrm {Zeit} \cdot \mathrm {L{\ddot {a}}nge} }}=\mathrm {Zeit} }
Im Allgemeinen hängt der Sedimentationskoeffizient von Größe, Form und Dichte der untersuchten Partikel ab. Für den Spezialfall sphärischer Teilchen kann unter Voraussetzung bekannter Partikeldichte {\displaystyle \rho _{p}}, Lösemitteldichte {\displaystyle \rho _{s}} und Viskosität {\displaystyle \eta } direkt aus {\displaystyle s} der Durchmesser {\displaystyle d}  bestimmt werden:
{\displaystyle d={\sqrt {\frac {18\eta s}{\rho _{p}-\rho _{s}}}}}
Liegen nicht-sphärische Teilchen vor, kann ein entsprechender Äquivalentdurchmesser berechnet werden.
Bei der Bestimmung der Masse von Teilchen aus ihrem Sedimentationskoeffizienten ist zu berücksichtigen, dass zwei Teilchen gleicher Masse unterschiedliche Sedimentationskoeffizienten haben können, wenn sie unterschiedliche Dichten (Einfluss auf den Auftrieb und damit auf die effektive Masse) oder Formen (Einfluss auf den Reibungskoeffizienten) haben. Zudem können bei Zusammenlagerung zweier Teilchen deren Sedimentationskoeffizienten nicht einfach addiert werden, weil erstens die Kontaktflächen nicht zur Reibung beitragen und zweitens die Reibung langsamer zunimmt als die Oberfläche, siehe Gesetz von Stokes. Zum Beispiel hat ein komplexes Ribosom von Bakterien aus zwei ribosomalen Untereinheiten von 30 S und 50 S einen Sedimentationskoeffizienten von nur 70 S.

## Bestimmung
Aus der Definition des Sedimentationskoeffizienten {\displaystyle s={\frac {u}{\omega ^{2}r}}} lässt sich durch Integration die Partikelbahn {\displaystyle r(t)=r(0)\cdot \exp(s\omega ^{2}t)} mit der Radiusposition des Teilchens zur Zeit {\displaystyle t}, {\displaystyle r(t)} und zum Zeitpunkt {\displaystyle 0}, {\displaystyle r(0)} berechnen. Dies bedeutet, dass durch Beobachtung der Bewegung der Sedimentationsbande Rückschluss auf den Sedimentationskoeffizienten gezogen werden kann. Dieser Technik wird sich zum Beispiel bei  der Partikelgrößenbestimmung mittels Photosedimentation im Erdschwerefeld oder mittels der Scheibenzentrifuge zu Nutze gemacht. Je nach untersuchtem Materialsystem können Sedimentationskoeffizienten- und Partikelgrößenverteilungen durch Nutzung örtlich fest installierter Detektoren bestimmt werden.
Andere Verfahren zur Bestimmung des Sedimentationskoeffizienten basieren auf der räumlichen und zeitlichen Erfassung des gesamten Sedimentationsvorgangs mittels Analytischer Ultrazentrifugation.
Während zu Beginn der Entwicklung der Technik örtliche und zeitliche  Ableitungen der Sedimentationsbanden genutzt wurden, konnten später numerischen Lösungen der Lamm-Gleichung zur Datenauswertung herangezogen werden. Durch Modellierung aller während des Sedimentationsvorgangs zur Verfügungen stehender Daten können damit sogar für kleine Teilchen um die Diffusionsverbreiterung bereinigte Sedimentationskoeffizientenverteilungen bestimmt werden. Darüber hinaus können die Diffusionsinformationen zum Sedimentationskoeffizienten komplementäre Informationen beinhalten, welche zum Beispiel die Bestimmung der molaren Masse von Proteinen mittels der Svedberg-Gleichung ermöglicht.